# Saint-Germain-des-Prés, Maine-et-Loire
Saint-Germain-des-Prés är en kommun i departementet Maine-et-Loire i regionen Pays de la Loire i nordvästra Frankrike. Kommunen ligger i kantonen Saint-Georges-sur-Loire som tillhör arrondissementet Angers. År 2022 hade Saint-Germain-des-Prés 1 396 invånare.

## Befolkningsutveckling
Antalet invånare i kommunen Saint-Germain-des-Prés
| Referens: INSEE |